# Daniel Heinrich Arnoldt
Daniel Heinrich Arnoldt, född 7 december 1706 i Königsberg (nuvarande Kaliningrad), död 30 juli 1775 i Königsberg, var en tysk luthersk teolog, präst och professor vid Königsbergs universitet. Han var generalsuperintendent för Preussens lutherska överkonsistorium i Königsberg från 1770 fram till sin död och överhovpredikant från 1772 fram till sin död.